# Martín Pérez
Martín Pérez Jimenez (né le 4 avril 1991 à Guanare, Portuguesa, Venezuela) est un lanceur gaucher des Ligues majeures de baseball jouant avec les Rangers du Texas.

## Carrière
Martín Pérez signe son premier contrat professionnel avec les Rangers du Texas en 2007. Considéré comme l'un des meilleurs espoirs de la franchise, il apparaît chaque année de 2009 à 2012 sur la liste des 100 meilleurs prospects du baseball dressée par Baseball America, se classant aussi haut que la 17e position avant la saison 2010. En 2012, il est le deuxième meilleur joueur d'avenir des Rangers après Jurickson Profar.
Pérez fait ses débuts dans le baseball majeur avec Texas le 27 juin 2012 par une présence comme lanceur de relève face aux Tigers de Détroit. Il joue son premier match comme lanceur partant le 30 juin contre les Athletics d'Oakland, remportant sa première victoire en carrière. En 12 matchs joués dont 6 comme releveur en 2012 pour les Rangers, il remporte une victoire contre 4 défaites et affiche une moyenne de points mérités de 5,45 en 38 manches lancées.
En 2013, Pérez effectue 20 départs et cumule 10 victoires contre 6 défaites. En 124 manches et un tiers au monticule, le gaucher présente une moyenne de points mérités de 3,62 avec 84 retraits sur des prises. Il est élu meilleure recrue du mois en août dans la Ligue américaine et termine 6e du vote de fin de saison désignant le vainqueur du prix de la recrue de l'année.
Sa saison 2014 se termine dès le mois de mai, après à peine 8 départs, lorsqu'il doit subir une opération de type Tommy John au coude gauche. 